# Karsten Witte
Karsten Witte (* 8. Juni 1944 in Perleberg; † 23. Oktober 1995 in Berlin) war ein deutscher Filmwissenschaftler.

## Leben
Karsten Witte stammte aus Perleberg in Brandenburg. Er studierte Germanistik und Romanistik in Berlin und Göttingen sowie Vergleichende Literaturwissenschaften in Chapel Hill (USA) und Aix-en-Provence. Seit 1979 lebte er in Berlin, wo er freier Filmpublizist und seit 1990 Professor für Filmwissenschaft am Institut für Theaterwissenschaft an der FU Berlin war.

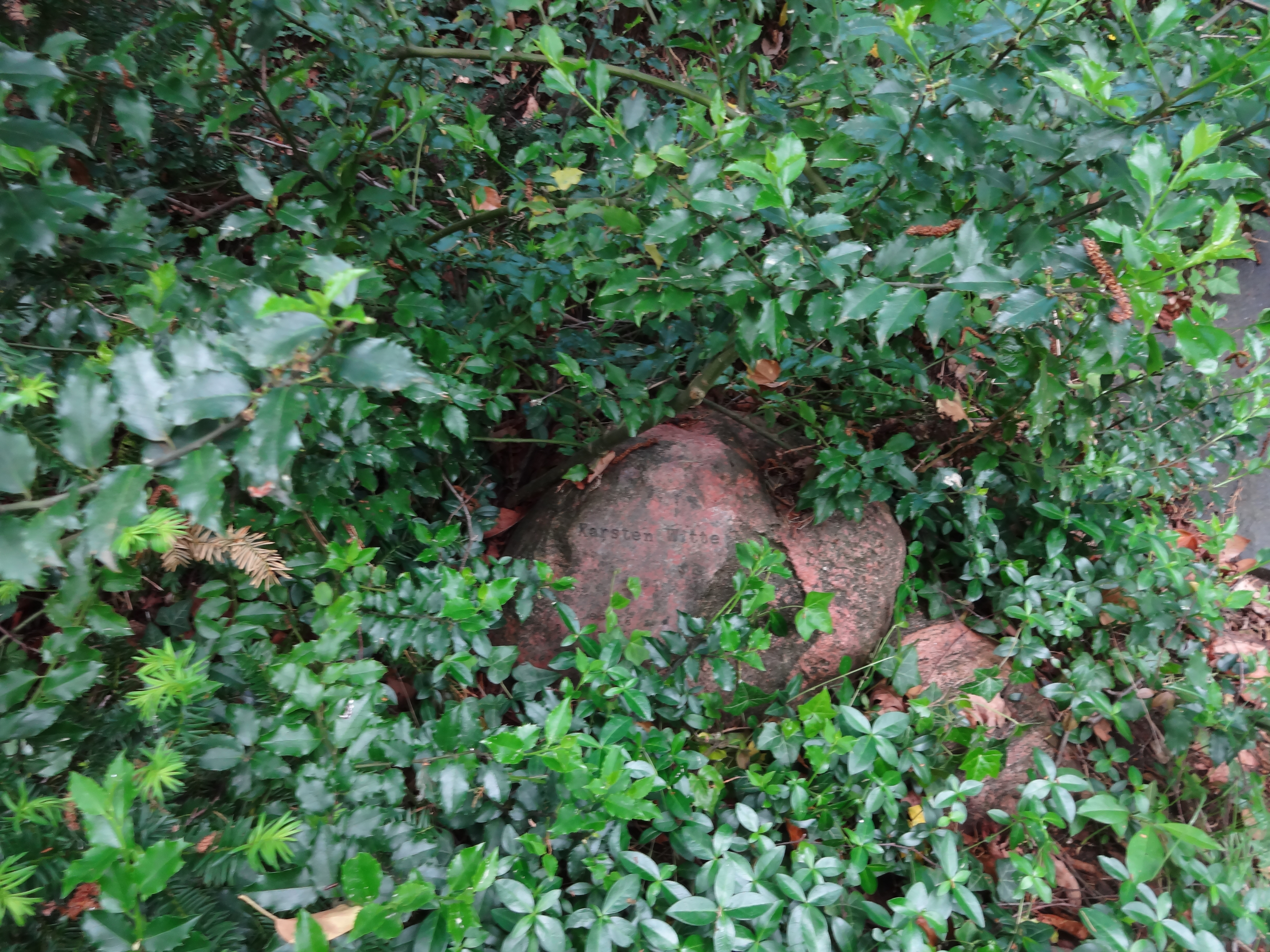
Ehrengrab von Karsten Witte auf dem Friedhof Heerstraße

Witte war Herausgeber der im Suhrkamp Verlag erschienenen, unvollendeten Schriften-Ausgabe von Siegfried Kracauer. Er starb im Oktober 1995 im Alter von 51 Jahren an den Folgen von Aids.
Karsten Witte ist auf dem Friedhof Heerstraße in Berlin-Westend bestattet (Grablage: I-Ur-36). Seine letzte Ruhestätte ist seit August 2021 als Ehrengrab des Landes Berlin gewidmet. Die Widmung gilt zunächst für die übliche Frist von zwanzig Jahren, kann anschließend aber verlängert werden.

## Karsten-Witte-Preis
Seit 2013 vergibt die AG Filmwissenschaft der Gesellschaft für Medienwissenschaft jährlich den Karsten-Witte-Preis für den besten filmwissenschaftlichen Aufsatz des Jahres eines Nachwuchswissenschaftlers.

## Schriften
- Reise in die Revolution: Gerhard Anton von Halem u. Frankreich im Jahre 1790, – Stuttgart: Metzler, 1971.
- (als Hg.),  Theorie des Kinos: Ideologiekritik d. Traumfabrik, Frankfurt (am Main): Suhrkamp, 1972. (edition suhrkamp  557)
- (als Hg.),  Paris: dt. Republikaner reisen, Frankfurt am Main: Insel-Verlag, 1980.
- Im Kino: Texte vom Sehen & Hören, Frankfurt am Main: Fischer-Taschenbuch-Verlag, 1985.
- Laufpass: Gedichte, Zürich: Arche, [1985].
- Filmkomödie im Faschismus. – 1986. Frankfurt (Main), Univ., Diss., 1986
- Der Passagier – das Passagere: Gedanken über Filmarbeit,  Frankfurt am Main: Frankfurter Bund für Volksbildung, 1988
- (als Hg.), Paris: ein Städte-Lesebuch, [4. Aufl.]. – Frankfurt am Main: Insel-Verl., [1989].(Insel-Taschenbuch ; 389)
- Lachende Erben, toller Tag: Filmkomödie im Dritten Reich, Berlin: Vorwerk 8, 1995
- Die Körper des Ketzers: Pier Paolo Pasolini, Mit einem einl. Essay von Rudi Thiessen. Aus dem Nachlaß hrsg. von Rainer Herrn. – Berlin: Vorwerk 8, 1998
- „Das Schreiben ist stärker als alle Gewalt“ – Marguerite Duras im Gespräch mit Karsten Witte. In: Marguerite Duras: Die grünen Augen. München; Wien: Hanser, 1987.
- Schriften zum Kino. Westeuropa, Japan, Afrika nach 1945 Hg. v. Bernhard Groß & Connie Betz. Berlin: Vorwerk 8.